# Valentiiv, Nijîn
Valentiiv (în ucraineană Валентіїв) este un sat în comuna Perebudova din raionul Nijîn, regiunea Cernihiv, Ucraina.

## Demografie
Componența lingvistică a localității Valentiiv
     Ucraineană (100%)
Conform recensământului din 2001, toată populația localității Valentiiv era vorbitoare de ucraineană (100%).